# Nukleární medicína

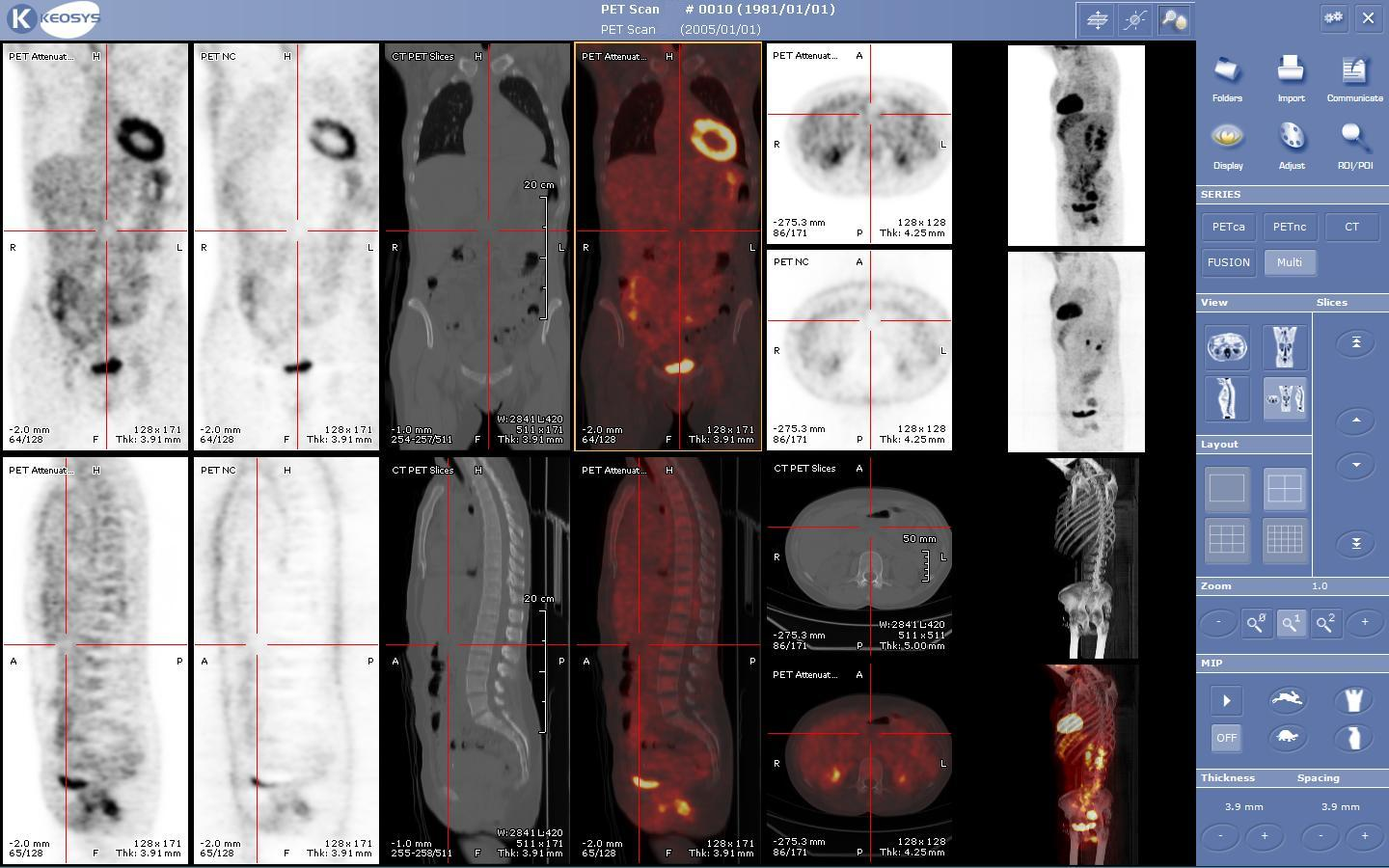
Trojrozměrná rekonstrukce v nukleární medicíně pomocí PET a CT snímků.

Nukleární medicína je lékařský obor používající k diagnostice a terapii chorob zavedení radioaktivních látek (radiofarmak) do těla nemocného.
Nejčastěji používanými radioizotopy jsou technecium-99m, jod-123, jod-131 a thallium-201. Použitím těchto technik se běžně hodnotí srdce, plíce, štítná žláza, játra, žlučník a kostra. Nukleární medicína je užitečná v zobrazování fyziologických funkcí, ovšem zobrazení anatomických detailů je při použití této techniky omezené. V nukleární medicíně se dá měřit vylučovací funkce ledvin, schopnost koncentrace jódu na štítné žláze, proudění krve do srdce atd. Hlavním zobrazovacím přístrojem je tzv. gama kamera. Ta zjistí radiaci vyzařovanou indikátorem zavedeným do těla a zobrazí to na snímku. Počítač zpracuje informaci do podoby snímku osového, věncovitého/koronálního či předozadního/sagitálního (snímky SPECT – rotace o 360°). K dosažení přesnější analýzy se může s pomocí nejmodernějších zařízení zobrazování pomocí nukleární medicíny spojit s CT skoro současně, a to tak, že se fyziologické informace mohou buďto překrývat nebo zaznamenávat stejné anatomické složení.
Zobrazování PET také spadá pod nukleární medicínu. Za použití této techniky zobrazování se vstříkne injekcí do těla pacienta radioaktivní, biologicky aktivní látka (nejčastěji fluor-18, který bývá využíván jako fluorodeoxyglukóza). Radiace, kterou pacient vydává, se detekuje a její pomocí se dají vytvořit multiplanární rekonstrukce. Metabolicky aktivnější tkáně (např. rakovina) soustřeďují aktivní látku více než tkáně ostatní. Zobrazování PET se může kombinovat se zobrazováním pomocí CT pro větší přesnost diagnózy.
Nukleární medicína se používá také pro zobrazování kostí, což tradičně hrálo velkou roli v určování stupně rakoviny. Zobrazování pomocí myokardiální perfúze je velmi jemné a přesné rentgenové vyšetření oboustranné myokardiální ischémie, která, když se objeví, vyžaduje angiografické potvrzení a pravděpodobně balonovou angioplastiku (plastiku krevních cév), stenting či transplantaci srdečně–cévního bypassu, které mohou zachránit život. Molekulární zobrazování je v tomto oboru zatím novinka.